# 杨文虎
杨文虎（1958年10月—），云南施甸县人，中华人民共和国政治人物。1977年8月参加工作，中共中央党校大学学历。

## 生平
曾任共青团保山地委书记，昌宁县委副书记，保山地委宣传部长，云南省广播电视局副局长、云南电视台台长，云南省广播电视局局长，云南省新闻出版局局长，后任云南省委宣传部常务副部长。2015年2月4日，因涉嫌严重违纪，接受组织调查。